# Elecciones estatales de Penang de 1969
Las elecciones estatales de Penang de 1969 tuvieron lugar el 10 de mayo del mencionado año con el objetivo de renovar 24 escaños de la Asamblea Legislativa Estatal, que a su vez elegiría a un Ministro Principal para el período 1969-1974, a no ser que se llamara a elecciones estatales anticipadas durante dicho período. Serían los terceros comicios desde la independencia de Malasia del Reino Unido, y las cuartas elecciones estatales de Penang en general. Al igual que todas las elecciones estatales penanguitas, se realizaron al mismo tiempo que las elecciones federales para el Dewan Rakyat a nivel nacional.
Estas elecciones resultaron en la histórica victoria del Partido del Movimiento Popular Malasio (Gerakan) presidido y liderado por Lim Chong Eu, con un 47.15% del voto popular y una mayoría calificada de dos tercios con 16 de los 24 escaños de la Asamblea Legislativa Estatal. La Alianza gobernante sufrió una fuerte caída, secundando lo sucedido a nivel federal, y recibió solo el 34.91% del voto popular y 4 escaños. De hecho, el partido del Ministro Principal Wong Pow Nee, la Asociación China de Malasia (MCA), sufrió una debacle particular de la que nunca se recuperaría, al perder toda representación estatal en Penang. Aunque volvería a tenerla en 1974 y la mantendría hasta 2008, la MCA nunca ha vuelto a gobernar un estado. En la legislatura de 1969-1974, los cuatro legisladores de la Alianza correspondieron a la Organización Nacional de los Malayos Unidos (UMNO). 
El recientemente fundado Partido de Acción Democrática (DAP), que a nivel federal logró convertirse en uno de los principales movimientos opositores al gobierno, en Penang triunfó en los tres escaños donde presentó candidatos, con el 8.43% del voto popular estatal. Se fortalecería mucho a partir de las siguientes elecciones cuando absorbió la mayor parte del voto descontento del Gerakan por su adhesión a la coalición oficialista Barisan Nasional. El escaño restante fue ocupado por el Partido Popular Socialista de Malasia (PRSM) que solo presentó a Abdul Rahman Yunus como candidato y resultó elegido con 2.390 votos.
Tras los comicios, se desató el Incidente del 13 de mayo, una serie de disturbios indirectamente causados por las manifestaciones de celebración del Gerakan y el DAP a nivel nacional. A pesar del estado de emergencia, y que los legisladores electos no pudieron ejercer hasta febrero de 1971, Lim Chong Eu fue juramentado Ministro Principal de Penang el 19 de mayo de 1969, oficializando el cambio de gobierno. El Partido Gerakan dominaría la vida política de Penang, tras unirse al Barisan Nasional, durante las próximas cuatro décadas.

## Resultados
|  | 47.15 % |

|  | 66.67 % |

|  | 17.77 % |

|  | 16.67 % |

|  | 14.08 % |

|  | 0.00 % |

|  | 3.06 % |

|  | 0.00 % |

|  | 34.91 % |

|  | 16.67 % |

|  | 8.43 % |

|  | 12.50 % |

|  | 6.27 % |

|  | 0.00 % |

|  | 1.16 % |

|  | 0.00 % |

|  | 0.36 % |

|  | 0.00 % |

|  | 1.72 % |

|  | 0.00 % |